# بورخا غونزاليس تيخادا
بورخا غونزاليس تيخادا (بالإسبانية: Borja González Tejada)‏ هو لاعب كرة قدم إسباني في مركز الدفاع، ولد في 17 نوفمبر 1995 في بينتو في إسبانيا. لعب مع أتلتيكو مدريد.

## وصلات خارجية
- بورخا غونزاليس تيخادا على موقع إي إس بي إن إف سي (الإنجليزية)
- بورخا غونزاليس تيخادا على موقع قاعدة بيانات كرة القدم.إي يو (الإنجليزية)
- بورخا غونزاليس تيخادا على موقع Soccerway.com (الإنجليزية)